# Sakata Shōichi

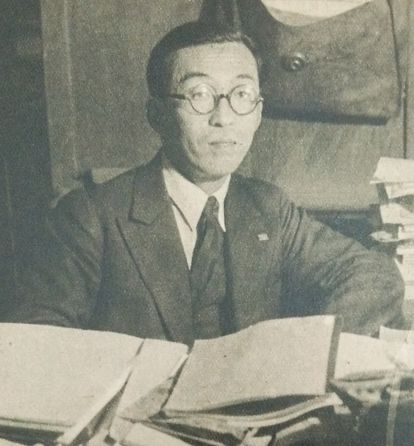
Sakata Shōichi

Sakata Shōichi (japanisch 坂田 昌一; * 18. Januar 1911 in Tokio, Tokio; † 16. Oktober 1970) war ein japanischer theoretischer Physiker.

## Leben
Sakata studierte 1929 bis 1933 Physik an der Kaiserlichen Universität Tokio bei Yoshio Nishina und danach an der Kaiserlichen Universität Kyōto bei Hideki Yukawa, mit dem er ab 1937 (vorher war ein Jahr bei der privaten Forschungsorganisation RIKEN, kurz für Rikagaku Kenkyūsho) in Ōsaka dessen Mesonentheorie der Kernkräfte entwickelte (von Yukawa 1935 begründet). 1939 ging er mit Yukawa an die Universität Kyōto, wo er Dozent war. Ab 1942 war er Professor an der Universität Nagoya, was er bis zu seinem Lebensende blieb.
Sakata war in den 1950er und 1960er Jahren in Japan der führende Elementarteilchentheoretiker. Er begründete eine große Schule, zu seinen Studenten zählte u. a. Yōichirō Nambu. Bekannt wurde er in den 1950er Jahren für seinen Vorläufer und Vorbild  des Quarkmodells der Hadronen, das Sakata-Modell von 1956, das ebenfalls die Gruppe SU(3) benutzte, aber statt Quarks als Grundbausteine Proton, Neutron und Lambda-Teilchen (das ein strange-Quark enthält) hatte. Das neutrale Pion war nach dem Modell zum Beispiel aus Proton und Anti-Proton zusammengesetzt. Es wurde von Sakata zur Erklärung der Gell-Mann-Nishijima-Formel (1953) ersonnen und zum Beispiel noch in dem Buch von Harry Lipkin Lie Groups for Pedestrians benutzt. 1960 erweiterte er sein Modell mit seinen Mitarbeitern an der Universität Nagoya (u. a. Z. Maki, M. Nakagawa, Y. Ōnuki)  zum „Nagoya-Modell“, das auch Leptonen umfasste. Schon damals entwickelten sie eine Neutrino-Mischungs-Matrix (Anfang der 1960er Jahre gab es erste Anzeichen für eine zweite Neutrino-Sorte), ein Vorläufer der heute akzeptierten Theorie der Neutrino-Oszillationen. Das Nagoya-Modell war Inspiration für die spätere Kobayashi-Masukawa-Matrix in der schwachen Wechselwirkung, die die Quark Flavors mischt und von  Kobayashi und Toshihide Masukawa 1973 eingeführt wurde.
Sakata war überzeugter Marxist und auch politisch aktiv, führend in der Bürgerrechtsbewegung Jiyū Jinken Kyōkai (engl. Japan Civil Liberties Union) und 1966 Mitglied des Russell-Tribunals. Seine marxistische Wissenschaftsphilosophie war in Japan sehr einflussreich. Er wurde 1948 mit dem Asahi-Preis ausgezeichnet.